# Eugenio Minasso
Eugenio Minasso (Sanremo, 11 giugno 1959 – Genova, 6 dicembre 2021) è stato un politico italiano.

## Biografia
Da giovane ha militato nel Fronte della Gioventù, l'organizzazione giovanile del Movimento Sociale Italiano, per poi diventare dirigente regionale di Alleanza Nazionale.

### Elezione a consigliere regionale
Viene eletto consiglio regionale della Liguria per la prima volta nel 2000 all’interno della lista arancione “Per la Liguria” del candidato presidente Sandro Biasotti, per poi passare al gruppo di Alleanza Nazionale. Nel 2005 viene rieletto consigliere regionale, questa volta di minoranza, sempre con AN.

### Elezione a deputato
Alle elezioni politiche del 2008 viene eletto deputato della XVI legislatura della Repubblica nella circoscrizione Liguria per Il Popolo della Libertà di cui diventa coordinatore ligure. Da questo incarico Minasso e il pari grado Michele Scandroglio vengono sfiduciati il 1º dicembre 2012 venendo accusati di tradimento da Claudio Scajola per non averlo sostenuto in riguardo ai suoi guai giudiziari.
Scajola finirà poi a processo nel 2015 con l'accusa di ricettazione per essere stato trovato in possesso di un'informativa riguardante il presunto utilizzo di cocaina da parte del rivale Minasso.

### Ultimi anni e morte
Passato nel 2013 al Nuovo Centrodestra, nel 2015 da coordinatore ligure di Area Popolare annuncia il sostegno a Giovanni Toti in occasione delle Elezioni Regionali in Liguria di maggio dopo che in passato aveva aperto al centrosinistra e per la candidata Raffaella Paita; decide però di non candidarsi. Il 19 marzo 2016 Gino Garibaldi lo sostituisce come coordinatore del partito.
L’anno seguente, in uscita dai quadri dirigenziali dell’Unione Sanremo, affianca la Gramondo & C. nella gestione dell’Imperia Calcio.
In vista delle regionali del settembre 2020 ha sostenuto Luigi Sappa, ex sindaco di Imperia e capolista di Forza Italia-Liguria Popolare in quota Scajola.
Minasso è morto all'età di 62 anni il 6 dicembre 2021 all'Ospedale San Martino di Genova, dove era ricoverato da diverse settimane in seguito alle complicazioni del COVID-19 contratto qualche mese prima, lasciando la moglie e due figli.